# Жје сир Ожон
Жје сир Ожон (фр. Giey-sur-Aujon) насеље је и општина у североисточној Француској у региону Шампањ-Арден, у департману Горња Марна која припада префектури Шомон.
По подацима из 2011. године у општини је живело 152 становника, а густина насељености је износила 5,0 становника/km². Општина се простире на површини од 30,42 km². Налази се на средњој надморској висини од 299 метара.

## Демографија
| 1962. | 1968. | 1975. | 1982. | 1990. | 1999. | 2011. |
| ----- | ----- | ----- | ----- | ----- | ----- | ----- |
| 118   | 177   | 150   | 154   | 136   | 145   | 152   |

График промене броја становника у току последњих година